# Српска православна црква у Станишићу
Српска православна црква у Станишићу, или Храм Светог Николаја, у месту у општини Сомбор, почела је са изградњом 1772. године. Вероватно је и пре тога постојала нека црквица јер се 1769. године у једном попису напомиње да село има један храм и пет свештеника. Садашња велика српска црква, која се налази на најлепшем месту у Станишићу, освећена је и пропојала тек 20. децембра 1806. године, на дан Св. Игњатија Богоношца. Да градња цркве траје дужи низ година била је веома честа појава јер су се оне градиле искључиво прилозима верника.
Православна црква у Станишићу је посвећена преносу моштију Светог Николе, дан цркве је 22. (9) мај.

## О цркви
Храм Светог Николаја, иако релативно малих димензија, представља најлепши украс центра Станишића. Скромна једнобродна грађевина са полукружном апсидом је класични пример сеоске цркве у Војводини. Спољашњи изглед цркве је веома једноставан, без посебног украшавања, са неколико простих правоугаоних прозора на бочним странама грађевине. „Торањ са својом висином и елегантним барокним завршецима, остварен уочевидној несразмери са скромном архитектуром самог црквеног брода” је савршено уклопљен у архитектонску целину.

## Унутрашњост цркве
Иконостас „Храма Светог Николаја” у Станишићу је рад непознатог аутора настао у другој половини XVIII века.
Иконостас је украшен иконама различите уметничке вредности, различитих стилова израде и времена настанка. Иконе у соклу, које представљају "хришћанске врлине", су нови рад и без икаквих квалитета. На четири престоне иконе су представљени: "Свети Никола", "Богородица са Христом", "Исус Христос" и "Св. Јован Крститељ ". На северним и јужним дверима су "Архиђакон Стефан" и "Арханђел Михаило", док су на царским дверима приказане "Благовести" и "Јеванђелисти" . У другој зони иконостаса налази се Средишња Велика икона на платну која представља "Тајну вечеру", а са страна је по шест икона са стојећим фигурама апостола. Трећу зону краси средишња икона на којој је представљено "Крунисање Богородице", а са страна су празничне иконе. У средини горњег дела иконостаса налази се "Распеће", лево икона Богородице, а десно Јован Богослов. Сасвим бочно лево је "Жртва Аврамова", а десно "Мојсије и горућа Купина". Изнад тога у полукружном луку су сцене "Страдања" . Иконостас уопште нема резбарене декорације, изузев царских двери, Распећа и иконе Богородице, и Јована Богослова. Њихов сликарски рад је зографског порекла и вероватно су настале око половине или у првој половини XVIII века. Готово све иконе су сликане на лесониту, изузев престоних икона које су на дрвету сам бочних двери које су новијег датума. Сликарски рад одаје мајстора или мајсторе скромнијих сликарских могућности. Најуспешније сликарско решење је постигнуто на сцени Крунисања Богородице са појединим празничним иконама.
Поред иконостаса у цркви се налази већи број покретних икона и слика. Целивајуће иконе су рађене уљем на дрвету и све су слабији рад XIX века (можда прве половине). Занимљиве су две мање иконе (Обе 14*28 cm) рађене у техници уља на дрвету, које представљају "Благовести" и "Ваведење". Ове две иконе, које су одличан рад мајстора "прелазног стила", су делови диптиха. Кутија у којој су биле је уништена, а оне су изрезане и имају оквир у облику симетричне барокне вињете.

## Станишићки свештеници
- 1784 – 1812 Григорије Борђошки [3]
- 1813 – 1838 Марко Борђошки
- 1838 – 1863 Петар Чупић (из Бајше) [4]
- 1864 – 1899 Димитрије Теофановић (1819-1900. из С. Карловаца)
- 1900 – 1940 Милан Зурковић-Миливојевић (рођ. 1874 г. у Сомбору)
- 1940 – 1949 Владимир Родзјанко
- 1949 – 1950 Душан Парабак (из Јагодњака)
- 1950 – 1951 Рамон Николић (из Кулпина)
- 1951 – ??? Војин Вуканић и Урош Јованкин (сомборски свештеници)
- 1953 – 1955 Миладин Калић (из Стапара рођ.1913.г.)
- 1955 – 1957 Владимир Дејановић (из Ђурђева)
- 1957 – 1979 Предраг Бајић (рођ. 1920. г. у Мостару)
- 1979 - 1981 Долазио јероманах Митрофан Рајић из сомборског Светостефанског манастира
- 1981 - 1983 Јован Јоцковић
- 1983 - 1991 Остоја Нијемчевић
- 1991 - 1993 Жељко Тешић
- 1993 – 2002 Бранко Вујиновић
- Од 2002 године станишићки свештеник је Славољуб Лугоњић из Бугојна